# 鉄道公安室

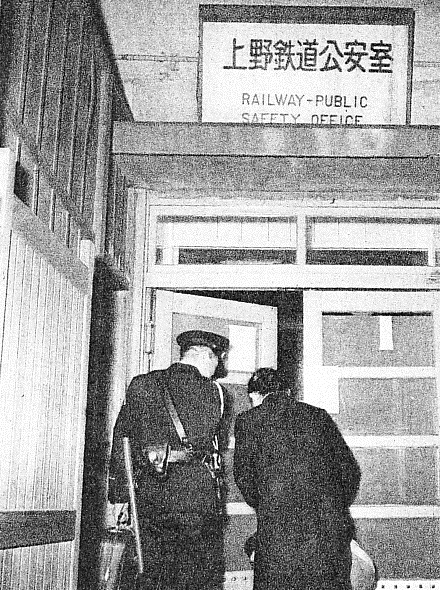
往年の鉄道公安室（1950年代）

鉄道公安室（てつどうこうあんしつ）は、日本国有鉄道が設置していた鉄道公安組織の出先機関。

## 概要
「日本国有鉄道組織規程」を根拠に設置された機関であり、公安本部及び鉄道管理局の下部組織として主要駅に設けられていた。
鉄道公安室の下部機構として、「鉄道公安分室」や「鉄道公安派出所」が置かれている駅もあった。
また、鉄道公安室の中でも大規模なものを「中央鉄道公安室」とし、全国で札幌・仙台・新潟・東京・上野・新宿・名古屋・大阪・広島・小倉の計10ヶ所（駅）にあった。
国鉄分割民営化に伴い鉄道公安室は廃止され、都道府県警察に新設された鉄道警察隊の本隊もしくは分駐隊（名称は各都道府県警察の鉄道警察隊によって異なる）となった。

## 鉄道公安室一覧
1987年（昭和62年3月31日）時点のもの。（出典は『鉄道公安の軌跡』（日本国有鉄道公安本部、昭和62年）より）
- 釧路鉄道管理局
  - 釧路鉄道公安室
  - 釧路鉄道公安室帯広鉄道公安分室
- 旭川鉄道管理局
  - 旭川鉄道公安室
  - 旭川鉄道公安室北見鉄道公安分室
  - 旭川鉄道公安室名寄鉄道公安派出所
- 北海道総局
  - 札幌中央鉄道公安室
  - 札幌中央鉄道公安室小樽鉄道公安派出所
  - 札幌中央鉄道公安室滝川鉄道公安派出所
  - 室蘭鉄道公安室
  - 室蘭鉄道公安室苫小牧鉄道公安派出所
- 青函船舶鉄道管理局
  - 函館鉄道公安室
  - 函館鉄道公安室長万部鉄道公安派出所
- 盛岡鉄道管理局
  - 盛岡鉄道公安室
  - 盛岡鉄道公安室一ノ関鉄道公安派出所
  - 青森鉄道公安室
  - 青森鉄道公安室弘前鉄道公安分室
  - 青森鉄道公安室八戸鉄道公安派出所
- 秋田鉄道管理局
  - 山形鉄道公安室
  - 秋田鉄道公安室
  - 秋田鉄道公安室酒田鉄道公安分室
- 仙台鉄道管理局
  - 仙台中央鉄道公安室
  - 仙台中央鉄道公安室小牛田鉄道公安派出所
  - 福島鉄道公安室
  - 郡山鉄道公安室
  - 郡山鉄道公安室会津若松鉄道公安派出所
- 新潟鉄道管理局
  - 新潟中央鉄道公安室
  - 長岡鉄道公安室
  - 長岡鉄道公安室直江津鉄道公安分室
- 高崎鉄道管理局
  - 高崎鉄道公安室
  - 高崎鉄道公安室熊谷鉄道公安分室
- 水戸鉄道管理局
  - 水戸鉄道公安室
  - 平鉄道公安室
- 千葉鉄道管理局
  - 千葉鉄道公安室
  - 千葉鉄道公安室両国鉄道公安分室
  - 成田鉄道公安室
- 東京北鉄道管理局
  - 上野中央鉄道公安室
  - 上野中央鉄道公安室池袋鉄道公安分室
  - 上野中央鉄道公安室松戸鉄道公安分室
  - 大宮鉄道公安室
  - 宇都宮鉄道公安室
- 東京南鉄道管理局
  - 東京中央鉄道公安室
  - 横浜鉄道公安室
  - 小田原鉄道公安室
- 東京西鉄道管理局
  - 新宿中央鉄道公安室
  - 立川鉄道公安室
  - 甲府鉄道公安室
- 長野鉄道管理局
  - 長野鉄道公安室
  - 長野鉄道公安室松本鉄道公安派出所
- 静岡鉄道管理局
  - 沼津鉄道公安室
  - 沼津鉄道公安室三島鉄道公安派出所
  - 静岡鉄道公安室
  - 静岡鉄道公安室富士鉄道公安派出所
  - 浜松鉄道公安室
  - 浜松鉄道公安室豊橋鉄道公安分室
  - 浜松鉄道公安室飯田鉄道公安派出所
- 名古屋鉄道管理局
  - 名古屋中央鉄道公安室
  - 岐阜鉄道公安室
  - 米原鉄道公安室
- 金沢鉄道管理局
  - 福井鉄道公安室
  - 福井鉄道公安室敦賀鉄道公安分室
  - 金沢鉄道公安室
  - 富山鉄道公安室
- 大阪鉄道管理局
  - 京都鉄道公安室
  - 大阪中央鉄道公安室
  - 神戸鉄道公安室
  - 姫路鉄道公安室
- 天王寺鉄道管理局
  - 奈良鉄道公安室
  - 奈良鉄道公安室亀山鉄道公安分室
  - 天王寺鉄道公安室
  - 和歌山鉄道公安室
  - 和歌山鉄道公安室新宮鉄道公安派出所
- 福知山鉄道管理局
  - 福知山鉄道公安室
  - 福知山鉄道公安室豊岡鉄道公安派出所
- 米子鉄道管理局
  - 米子鉄道公安室
  - 米子鉄道公安室鳥取鉄道公安分室
  - 米子鉄道公安室浜田鉄道公安分室
- 岡山鉄道管理局
  - 岡山鉄道公安室
  - 福山鉄道公安室
- 広島鉄道管理局
  - 広島中央鉄道公安室
  - 徳山鉄道公安室
  - 小郡鉄道公安室
  - 下関鉄道公安室
- 四国総局
  - 高松鉄道公安室
  - 高松鉄道公安室徳島鉄道公安分室
  - 高松鉄道公安室高知鉄道公安分室
  - 松山鉄道公安室
- 九州総局
  - 小倉中央鉄道公安室
  - 博多鉄道公安室
  - 博多鉄道公安室鳥栖鉄道公安派出所
  - 佐賀鉄道公安室
  - 長崎鉄道公安室
  - 長崎鉄道公安室佐世保鉄道公安派出所
  - 直方鉄道公安室
- 大分鉄道管理局
  - 大分鉄道公安室
  - 大分鉄道公安室中津鉄道公安派出所
  - 大分鉄道公安室延岡鉄道公安派出所
- 熊本鉄道管理局
  - 熊本鉄道公安室
  - 熊本鉄道公安室大牟田鉄道公安派出所
  - 熊本鉄道公安室八代鉄道公安派出所
- 鹿児島鉄道管理局
  - 鹿児島鉄道公安室
  - 鹿児島鉄道公安室宮崎鉄道公安分室
  - 鹿児島鉄道公安室都城鉄道公安派出所